# Tour del Porvenir 1984
La 22.ª edición del Tour del Porvenir (nombre oficial en francés: Tour de l'Avenir) fue una carrera de ciclismo en ruta por etapas que se celebró entre el 4 y el 17 de septiembre de 1984 en Francia con inicio en Valence d'Agen y final en Toulouse sobre una distancia total de 1635 kilómetros.
La carrera fue ganada por el ciclista francés Charly Mottet del equipo Renault-Elf. El podio lo completaron el Jiří Škoda de la selección nacional de Checoslovaquia y el francés Philippe Bouvatier también del equipo Renault-Elf.

## Equipos participantes
Tomaron parte en la carrera 19 equipos de 7 corredores cada uno de los cuales 11 fueron equipos nacionales amateur y 8 equipos profesionales:
| Equipos profesionales (8) - Fangio-Mavic-Marc-Ecoturbo - La Redoute - La Vie Claire-Terraillon - Mengoni - Renault-Elf - Reynolds - Système U - Tönissteiner-Lotto-Pecotex-Mavic Equipos nacionales amateur (11) - Bélgica - Checoslovaquia - Colombia - Costa Rica - Francia - Italia - Japón - Países Bajos - Polonia - Suiza - Unión Soviética |  |
| |  |

## Etapas
| Etapa      | Fecha     | Recorrido                       | Distancia (km) | Ganador             | Líder               |
| ---------- | --------- | ------------------------------- | -------------- | ------------------- | ------------------- |
| Prólogo    | 4 de sep  | Valence d'Agen – Valence d'Agen | 5,8            | Piotr Ugriúmov      | Piotr Ugriúmov      |
| 1.ª etapa  | 5 de sep  | Valence d'Agen – Figeac         | 185            | Philippe Chevallier | Philippe Chevallier |
| 2.ª etapa  | 6 de sep  | Figeac – Decazeville            | 165            | Benny Van Brabant   | Philippe Chevallier |
| 3.ª etapa  | 7 de sep  | Decazeville – Millau            | 51             | España              | Carlos Hernández    |
| 4.ª etapa  | 8 de sep  | Millau – Albi                   | 168            | Benno Wiss          | Carlos Hernández    |
| 5.ª etapa  | 9 de sep  | Albi – Castres                  | 203            | Benno Wiss          | Benno Wiss          |
| 6.ª etapa  | 10 de sep | Castres – Foix                  | 143            | Benny Van Brabant   | Carlos Hernández    |
| 7.ª etapa  | 11 de sep | Foix – Saint-Gaudens            | 172            | Charly Mottet       | Ivan Ivanov         |
| 8.ª etapa  | 12 de sep | Saint-Gaudens – Superbagneres   | 86             | Oleg Iaroshenko     | Charly Mottet       |
| 9.ª etapa  | 14 de sep | Luchon – Lourdes                | 132            | Oleg Iaroshenko     | Charly Mottet       |
| 10.ª etapa | 15 de sep | Lourdes – Tarbes                | 30,5           | Miguel Induráin     | Charly Mottet       |
| 11.ª etapa | 16 de sep | Tarbes – Auch                   | 197            | Ludwig Wijnants     | Charly Mottet       |
| 12.ª etapa | 17 de sep | Auch – Toulouse                 | 96,5           | Marc Gomez          | Charly Mottet       |

## Clasificaciones finales
Las clasificaciones finalizaron de la siguiente forma:

### Clasificación general
| Clasificación general |                       |                            |                  |
| Ciclista              | Ciclista              | Equipo                     | Tiempo           |
| --------------------- | --------------------- | -------------------------- | ---------------- |
| 1.º                   | Charly Mottet         | Renault-Elf                | 41 h 15 min 24 s |
| 2.º                   | Jiří Škoda            | Checoslovaquia             | + 1 min 47 s     |
| 3.º                   | Philippe Bouvatier    | Renault-Elf                | + 2 min 27 s     |
| 4.º                   | Ivan Ivanov           | Unión Soviética            | + 3 min 44 s     |
| 5.º                   | Jean-François Bernard | La Vie Claire-Terraillon   | + 5 min 32 s     |
| 6.º                   | Viktor Demidenko      | Unión Soviética            | + 5 min 53 s     |
| 7.º                   | Eric Van Lancker      | Fangio-Mavic-Marc-Ecoturbo | + 5 min 57 s     |
| 8.º                   | Argemiro Bohórquez    | Colombia                   | + 6 min 59 s     |
| 9.º                   | Mike Gutmann          | La Vie Claire-Terraillon   | + 7 min 42 s     |
| 10.º                  | Éric Salomon          | Renault-Elf                | + 8 min 47 s     |

### Clasificación por puntos
| Clasificación por puntos |                   |                                  |        |
| Ciclista                 | Ciclista          | Equipo                           | Puntos |
| ------------------------ | ----------------- | -------------------------------- | ------ |
| 1.º                      | Benny Van Brabant | Tönissteiner-Lotto-Pecotex-Mavic |        |
| 2.º                      | Ludwig Wijnants   | Tönissteiner-Lotto-Pecotex-Mavic |        |
| 3.º                      | Marc Gomez        | La Vie Claire-Terraillon         |        |

### Clasificación de la montaña
| Clasificación de la montaña |                 |                 |        |
| Ciclista                    | Ciclista        | Equipo          | Puntos |
| --------------------------- | --------------- | --------------- | ------ |
| 1.º                         | Reynel Montoya  | Colombia        |        |
| 2.º                         | Ivan Ivanov     | Unión Soviética |        |
| 3.º                         | Oleg Iarochenko | Unión Soviética |        |

### Clasificación por equipos
| Clasificación por equipos |                          |        |
| Equipo                    | Equipo                   | Tiempo |
| ------------------------- | ------------------------ | ------ |
| 1.º                       | Renault-Elf              |        |
| 2.º                       | Unión Soviética          |        |
| 3.º                       | La Vie Claire-Terraillon |        |